# 애플 데스크톱 버스

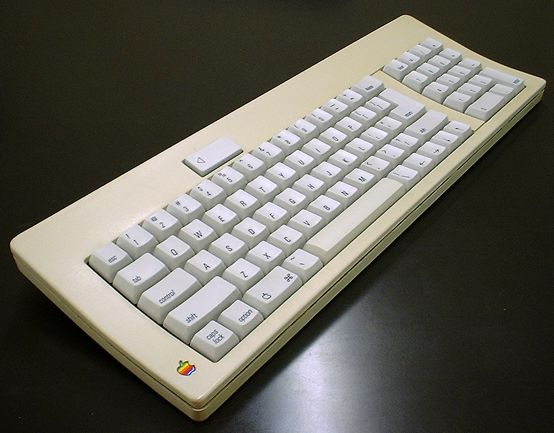
ADB 키보드

애플 데스크톱 버스(Apple Desktop Bus, ADB)는 저속 장치를 컴퓨터에 연결하는 독점적인 비트 직렬 주변 장치 버스이다. 이는 키보드 및 마우스와 같은 저가형 장치를 지원하는 방법으로 1986년 애플 IIGS에 도입되었으며, 이를 통해 허브나 기타 장치 없이 데이지 체인으로 함께 연결할 수 있다. 애플 데스크톱 버스는 이후 매킨토시 모델과 NeXT 컴퓨터의 최신 모델에 빠르게 도입되었으며 타사에서도 사용되었다. 당시 많은 PC 호환 장치에 사용된 유사한 PS/2 단자와 마찬가지로 애플 데스크톱 버스는 1990년대 후반 시스템이 대중화되면서 USB로 빠르게 대체되었다. 애플 제품의 마지막 외부 애플 데스크톱 버스 포트는 1999년에 있었지만 2000년대까지 일부 맥 모델에서는 내부 전용 버스로 남아 있었다.

## 같이 보기
- 장치 대역폭 목록